# برنت هولتزمارك
برنت هولتزمارك هو فلاح وسياسي نرويجي، ولد في 27 ديسمبر 1859 في أسكر في النرويج، وتوفي في 20 أبريل 1941. نشط حزبياً في حزب المحافظين.

## مناصب
- انتخب زعيم حزب Free-minded Liberal Party [الإنجليزية]‏ (1918 – 1922).
- انتخب عضو برلمان النرويج  [لغات أخرى]‏ عن دائرة  وقد انضم خلال فترته النيابية ‏ (1919 – 1921) للكتلة البرلمانية Free-minded Liberal Party [الإنجليزية]‏.
- انتخب عضو برلمان النرويج  [لغات أخرى]‏ عن دائرة  وقد انضم خلال فترته النيابية ‏ (1916 – 1918) للكتلة البرلمانية Free-minded Liberal Party [الإنجليزية]‏.
- انتخب عضو برلمان النرويج  [لغات أخرى]‏ عن دائرة Bærum og Follo  [لغات أخرى]‏ خلال فترته النيابية ‏ (1906 – 1909).
- انتخب نائب عضو برلمان النرويج  [لغات أخرى]‏ عن دائرة Akershus amt ‏ خلال فترته النيابية ‏ (1900 – 1903).
- انتخب نائب عضو برلمان النرويج  [لغات أخرى]‏ عن دائرة Akershus amt ‏ خلال فترته النيابية ‏ (1898 – 1900).
- انتخب عضو برلمان النرويج  [لغات أخرى]‏ عن دائرة Akershus amt ‏ خلال فترته النيابية ‏ (1903 – 1906).
- انتخب Minister of Agriculture and Food (Norway) [الإنجليزية]‏ (1 مارس 1910 – 20 فبراير 1912).